# Cinéma Nova
Cinéma Nova is een alternatief filmtheater in Brussel, draaiende gehouden door vrijwilligers en gespecialiseerd in de programmering van volledig onafhankelijk geproduceerde films.

## Geschiedenis
In 1997 opende de cinema als een tijdelijk project: een bezetting ter bede in het gebouw waaruit Cinema Arenberg moest vertrekken in 1987. De naam is afgeleid van supernova, een kort maar krachtig schijnende ster. In 2017 werd het 20-jarig bestaan gevierd.
Cinéma Nova organiseert geregeld Open Screen-vertoningen, waarop iedereen zelfgemaakte films kan komen vertonen.